# روبرتو ماريا أورتيز
خايمي جيراردو روبرتو مارسيلينو ماريا أورتيز ليزاردي (24 سبتمبر 1886 - 15 يوليو 1942) ، سياسي أرجنتيني، شغل منصب الرئيس التاسع عشر للأرجنتين من 20 فبراير 1938 إلى 27 يونيو 1942.
أورتيز هو رئيس لا يتذكره أحد كثيرًا. أصبح رئيسًا في عام 1938 بعد الانتخابات الرئاسية التي وُصفت بأنها من بين أكثر الانتخابات تزويرًا في تاريخ الأرجنتين. كان هدفه الأساسي في الحكم هو مكافحة هذا الفساد. وكثيراً ما اصطدمت جهوده لتطبيع مؤسسات البلاد مع جهود نائبه رامون كاستيلو، الذي قاد الفصائل المحافظة داخل الائتلاف الحكومي. على الرغم من كونهما جزءًا من ائتلاف كونكوردانسيا الذي حكم منذ عام 1932، إلا أن أورتيز كان يمثل الفصيل الراديكالي المناهض للأفراد بينما كان كاستيلو ينحدر من الحزب الديمقراطي الوطني المحافظ.

## التعليم
تعلم في جامعة بوينس آيرس.

## روابط خارجية
- روبرتو ماريا أورتيز على موقع الموسوعة البريطانية (الإنجليزية)